# Sesso e samba
Sesso e samba è un singolo del rapper italiano Tony Effe e della cantautrice italiana Gaia, pubblicato il 22 maggio 2024 come primo estratto dalla riedizione bonus del secondo album in studio Icon di Tony Effe.

## Descrizione
Il brano è stato scritto dai due artisti con Tropico e Zef, quest'ultimo anche in veste di produttore. I cantanti hanno raccontato la scelta di collaborare e la loro idea della produzione musicale in un'intervista a Vanity Fair Italia:

## Accoglienza
Il brano è stato accolto con recensioni generalmente positive da parte della critica musicale italiana, che l'ha definito un tormentone estivo del 2024.
Alessandro Alicandri di TV Sorrisi e Canzoni descrive il brano musicalmente differente dalla precedente collaborazione Taxi sulla Luna con Emma, trovandole più affini alla samba, su cui si imposta «un testo che mescola canto e parlato che sembra ricalcare i brani swing degli anni sessanta». Valeria Paglionico di Fanpage.it afferma che il pezzo sia musicalmente «fresco e magnetico», e che «rispecchia alla perfezione la sensualità e la complicità dei due artisti».
In una recensione meno entusiasta Andrea Laffranchi del Corriere della Sera scrive che il brano si presenta musicalmente con «sensualità, mood brasileiro anche se non è samba in purezza» e un testo «con vocabolario ridotto al minimo», trovandola «costruita con precisione» ma dove tuttavia «si perde la spontaneità». Laffranchi si domanda «dove stia il punto di equilibrio fra il passato di consciousness su temi come femminismo e inclusione di Gaia e il linguaggio machista dell'ex membro della Dark Polo Gang».

## Video musicale
Il video, diretto da Attilio Cusani, è stato pubblicato in concomitanza del lancio del singolo sul canale YouTube del rapper.

## Tracce
Testi di Gaia Gozzi, Nicolò Rapisarda e Davide Petrella, musiche di Stefano Tognini.
1. Sesso e samba – 2:47

## Successo commerciale
Sesso e samba ha esordito al numero dieci della classifica italiana dei singoli, diventando il quinto brano da solista di Tony Effe e il terzo di Gaia a ottenere questo risultato in classifica. La settimana successiva il brano ha raggiunto il numero uno, diventando la prima canzone per entrambi gli artisti ad occupare questa posizione come artisti solisti. Il brano è stato certificato disco d'oro dalla FIMI dopo tre settimane dalla sua pubblicazione.

## Classifiche

### Classifiche settimanali
| Classifica (2024) | Posizione massima |
| ----------------- | ----------------- |
| Italia            | 1                 |
| Svizzera          | 56                |

### Classifiche di fine anno
| Classifica (2024) | Posizione |
| ----------------- | --------- |
| Italia            | 6         |

## Riconoscimenti
- Power Hits Estate
  - 2024 – Premio FIMI[26]